# Benevolent and Protective Order of Elks, Lodge Number 878
Le Benevolent and Protective Order of Elks, Lodge Number 878, aussi connu sous le nom de New Life Fellowship Church, est un ancien club du Benevolent and Protective Order of Elks situé dans le quartier d'Elmhurst et l'arrondissement du Queens, à New York. Il est protégé comme monument de la ville de New York et comme « lieu historique » national.

## Historique
Le bâtiment principal et l'annexe sont construits en 1923–24. Cet édifice en brique de style néo-Renaissance comporte trois étages et demi. Un bâtiment supplémentaire de trois étages est ajouté à l'arrière en 1930.
Le bâtiment comporte une terrasse et une balustrade en granit, une arche d'entrée en calcaire et une corniche en terracotta.
Il s'agissait de la plus grande loge de ce type dans l'Est des États-Unis. Elle comprend 60 chambres, un bowling, des billards, un salon pour femmes et un bar de 15 m de long.
En 2001, l'Elk vend le bâtiment à la New Life Fellowship Church. Le club organise toujours des rencontres dans l'annexe sous le nom de Queens Borough Elks Lodge:5.
L'établissement est ajouté au Registre national des lieux historiques en 2014. Il est aussi listé comme monument de la ville de New York.